# Tatia neivai
Tatia neivai är en fiskart som först beskrevs av Ihering, 1930.  Tatia neivai ingår i släktet Tatia och familjen Auchenipteridae. Inga underarter finns listade i Catalogue of Life.